# 天神橋ジャンクション

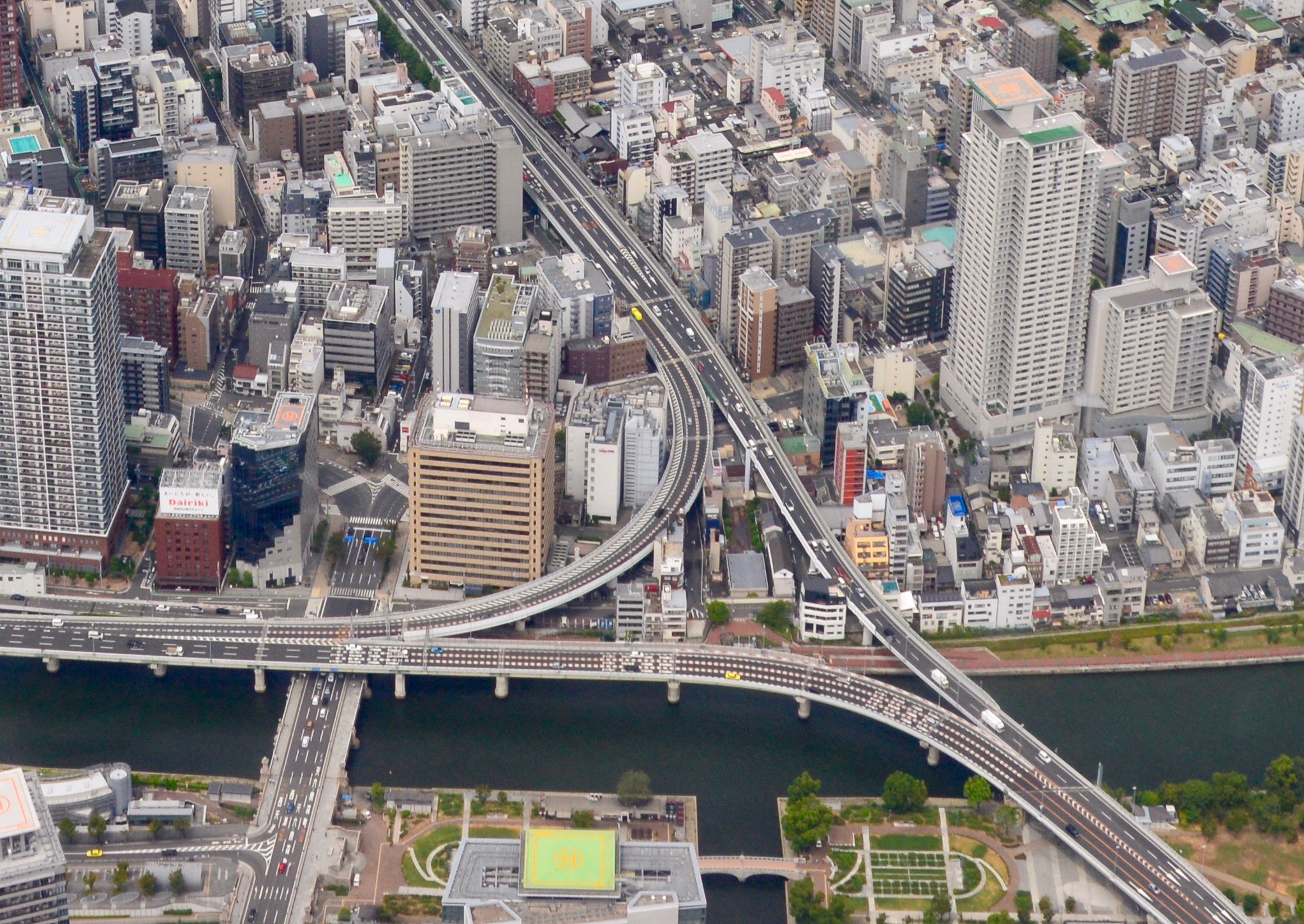
天神橋ジャンクション空撮

天神橋ジャンクション（てんじんばしジャンクション）とは、大阪府大阪市の北区西天満にある阪神高速道路1号環状線と12号守口線のジャンクションである。供用以来名前を与えられていなかったが、2018年5月21日に「天神橋ジャンクション」という仮称とともに名称が募集され、同年6月28日に仮称の通りに命名された。

## 道路
- 阪神高速1号環状線
- 阪神高速12号守口線

## 歴史
- 1965年（昭和40年）12月12日：11号池田線・1号環状線の梅田 - 道頓堀間が開通[3]。
- 1968年（昭和43年）5月1日：12号守口線の北浜 - 森小路間開通により、当JCTが供用[4]。
- 2018年
  - 5月21日：阪神高速道路株式会社がジャンクション名を募集[1]。
  - 6月28日：名称が天神橋ジャンクションに決定[2]。

## 隣
阪神高速1号環状線
(1-06) 北浜出口 - 天神橋JCT - (1-07) 高麗橋入口
 阪神高速12号守口線
天神橋JCT - (12-01) 南森町出入口